# Kitaa

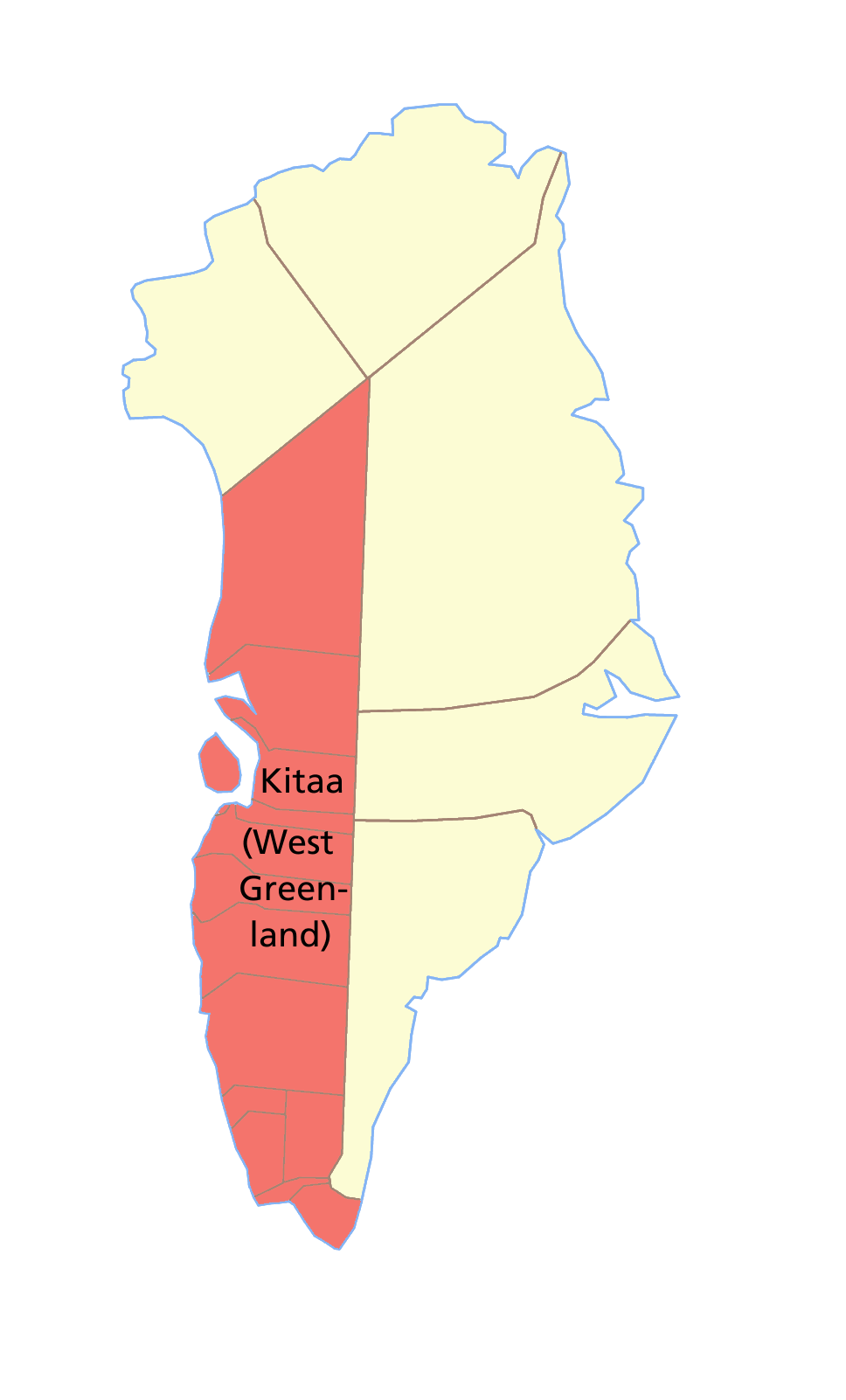
Karta

Kitaa eller Vestgrønland var ett av Grönlands amt fram till kommunreformen 2009. I Kitaa bor ungefär 90% av hela Grönlands befolkning och amtets administrativa centrum var huvudstaden Nuuk. I väst ligger Baffinbukten, Davis sund, Labradorhavet och Nordatlanten. I öst ligger amtet Tunu.

## Före detta kommuner
- Nanortalik
- Qaqortoq
- Narsaq
- Ivittuut
- Paamiut
- Nuuk
- Maniitsoq
- Sisimiut
- Kangaatsiaq
- Aasiaat
- Qasigiannguit
- Ilulissat
- Qeqertarsuaq
- Uummannaq
- Upernavik